# Stilobezzia viridiventris
Stilobezzia viridiventris är en tvåvingeart som först beskrevs av Jean-Jacques Kieffer 1910. Stilobezzia viridiventris ingår i släktet Stilobezzia och familjen svidknott.
Artens utbredningsområde är Myanmar. Inga underarter finns listade i Catalogue of Life.